# Eselealofa Apinelu

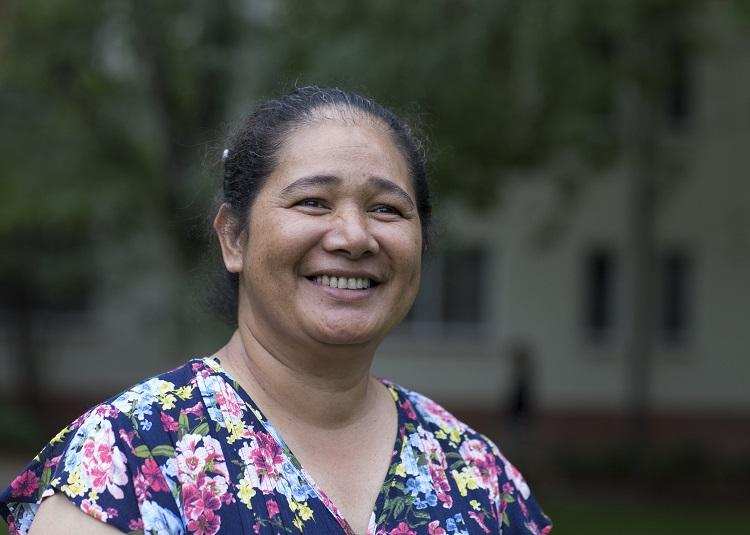
Eselealofa Apinelu

Eselealofa „Ese“ Apinelu (* im 20. Jahrhundert) ist eine tuvaluische Juristin, Diplomatin und Sportfunktionärin.

## Leben
Apinelu schloss 1998 ihr Studium an der australischen University of Tasmania mit einem Bachelor of Arts und einem Bachelor of Laws ab. Sie war die erste tuvaluische Frau mit einem rechtswissenschaftlichen Abschluss. Ihr Spezialgebiet liegt im Regierungs- und Handelsrecht. Danach arbeitete sie in Tuvalu als Crown Counsel, ehe sie als erste Frau Attorney General ihres Landes wurde, letzteres spätestens 2008. Mit einer Doktorarbeit zum Thema Standing Under Fenua: Customary Rights and Human Rights in Postcolonial Tuvalu über Gewohnheits- und Menschenrechte im postkolonialen Tuvalu promovierte sie 2022 an der Swinburne University of Technology zum Doctor of Philosophy.
Zusätzlich war sie von 2013 bis 2015 Präsidentin der Tuvalu Association of Sports and National Olympic Committee. 2022 wurde sie High Commissioner ihres Landes in Fidschi. In dieser Funktion sprach sie sich vor dem Hintergrund der globalen Erwärmung und des Meeresspiegelanstiegs für eine digitale Kopie des Landes zur Bewahrung seiner Identität und eine vereinfachte Migration von Tuvalus Einwohnern in andere Länder aus. Als Inselstaat gilt Tuvalu als ein vom Klimawandel besonders bedrohtes Land.